# Роза полузонтичная
Роза полузонтичная, или шиповник полузонтичный (лат. Rósa cymosa) — вид рода Шиповник семейства Розовые.

## Ареал
Растения встречаются в Китае в провинциях Аньхой, Фуцзянь, Гуандун, Гуйчжоу, Хубэй, Хунань, Цзянсу, Шаньси, Сычуань, Юньнань и Чжэцзян, также в Гуанси, Китайской Республике, Лаосе и Вьетнаме.

## Биологическое описание
Вечнозелёные кустарники от 2 до 5 метров. Веточки голые или опушенные; колючки крючковатые, до 6 мм, плоские.
Листья черешчатые; прилистники линейные, цельнокрайные, на вершине заострённые; листья яйцевидно-ланцетные или эллиптические, кожистые, блестящие, на вершине заострённые.
Цветки многочисленные, 2—2,5 см в диаметре; цветоножки около 1,5 см, опушенные; прицветники ланцетные, на вершине заострённые. Чашелистиков 5, лепестков 5; чашелистики лиственные, яйцевидные, на вершине заострённые; лепестки ароматные, белого или жёлтого цвета, обратнояйцевидные, в основании клиновидные, на вершине выемчатые.
Плоды около 7 мм в диаметре, содержат много семян.

## Экология
Растения встречаются на холмах, открытых склонах, по обочинам дорог на высоте 200—1800 метров над уровнем моря.

## Использование

### Использование в кулинарии
Плоды используются в сыром или варёном виде. Семена плодов являются хорошим источником витамина Е, их смешивают с мукой в измельчённом виде или добавляют в другие продукты в качестве дополнения.

### Использование в медицине
Листья, плоды и корни используются как противовоспалительное, мочегонное и слабительное средство. Отвар используют при лечении артрита, фурункулов, продуктивного кашля. Плоды исследуются как еда, которая способствует сокращению заболеваемости раком и как средство остановки или обращения рака вспять.

### Использование в ландшафтном дизайне
Может использоваться для декорирования старых деревьев.